# Frank Thorne
Pour les articles homonymes, voir Thorne.
Frank Thorne (né le 16 juin 1930 à Rahway et mort le 7 mars 2021) est un auteur de bande dessinée américain.

## Biographie
Entré dans le milieu du comic book en 1948, il travaille pour de nombreux titres dans des genres très variés (Four Color, Jungle Jim, Twilight Zone, Tomahawk). En 1964, il crée Mighty Samson avec le scénariste Otto Binder et anime la série durant deux ans. C'est en 1975 qu'il accède à la célébrité en dessinant les histoires du personnage Red Sonja pour Marvel Comics. En 1978, il quitte Marvel pour créer son propre personnage, Ghita d'Alizzar, et devient un des principaux représentants de l'heroic fantasy érotique. Dans cette veine, il crée en 1984 Lann dans Heavy Metal. Depuis les années 1990, il publie des récits illustrés et collabore régulièrement à Playboy.

## Prix
- 1963 : Prix du Comic book de la National Cartoonists Society
- 1978 : Prix Inkpot, pour l'ensemble de sa carrière

### Documentation
- (en) Lambiek, Frank Thorne sur lambiek.net
- (en) Frank Thorne (int. Gary Groth), « The Frank Thorne Interview », The Comics Journal n°280, Seattle : Fantagraphics, 2007.
- Vincent Bernière, « Frank Thorne : Iron Devil », dans Les 100 plus belles planches de la BD érotique, Beaux-Arts éditions, 2015 (ISBN 979-1020402011), p. 100-101.